# Schwarzwaldkreis

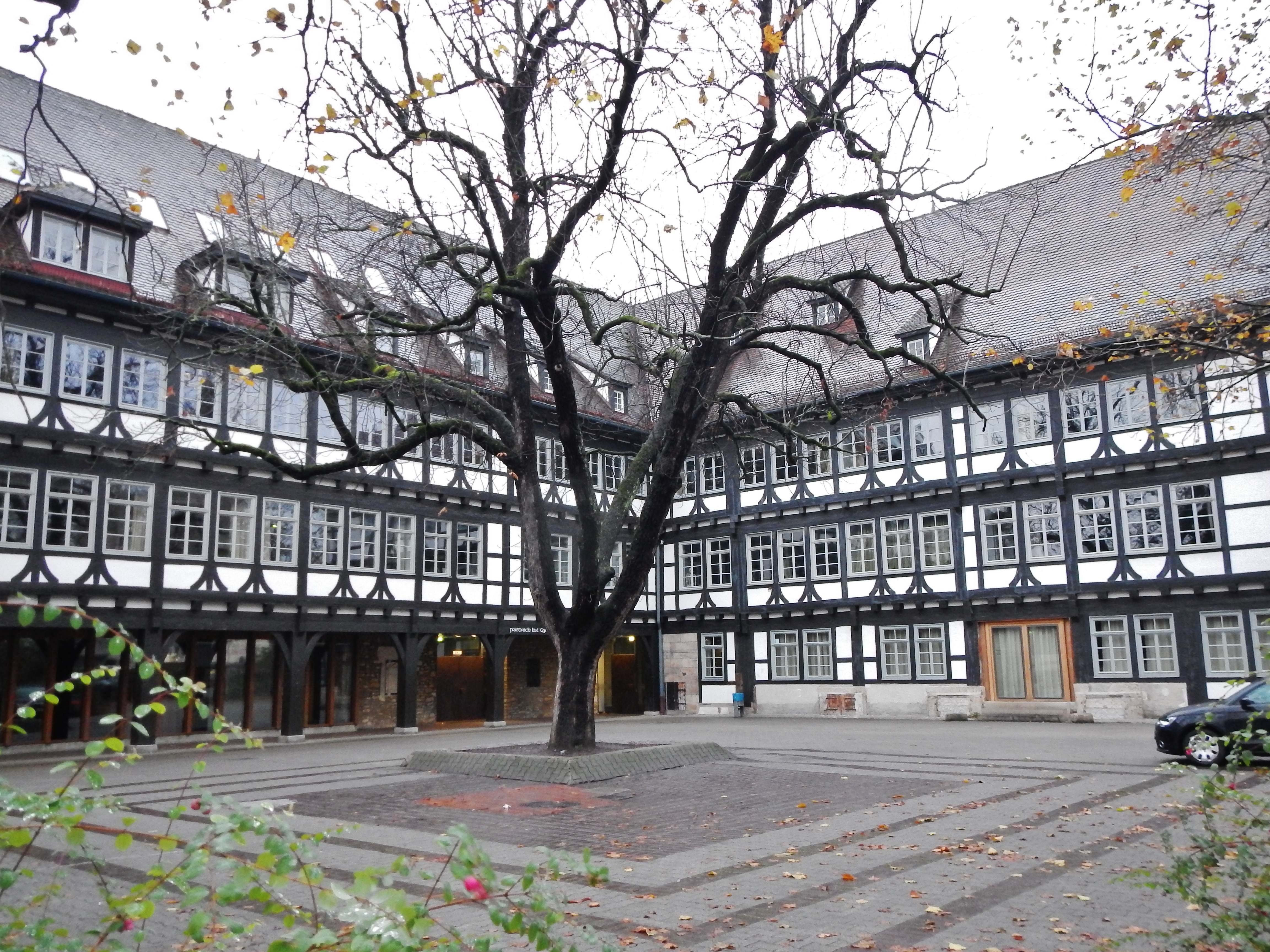
In diesem Gebäude befand sich die „Regierung“ des Schwarzwaldkreises

Der Schwarzwaldkreis war einer von vier Kreisen des Königreichs Württemberg. Er wurde 1818 gebildet und 1924 aufgelöst. „Canzley“ (d. h. Hauptstadt) des Kreises war Reutlingen. Die oberste Behörde des Kreises, genannt „Regierung“, war bis 1905 im Gebäude des ehemaligen Barfüßerklosters, in dem sich heute das Friedrich-List-Gymnasium befindet, untergebracht. Funktional ist der Schwarzwaldkreis in etwa mit einem heutigen Regierungsbezirk zu vergleichen, nicht aber mit einem heutigen Landkreis. Sein Gebiet ist auf alle vier heutigen Regierungsbezirke (Freiburg, Karlsruhe, Stuttgart und Tübingen) aufgeteilt, wobei der Regierungsbezirk Tübingen den größten Anteil hat.
Durch die Unterbringung der „Regierung“ in Reutlingen, wollte man der bis vor kurzem freien Reichsstadt die Zugehörigkeit zu Württemberg schmackhaft machen. Dies war eine Herausforderung, weil Reutlingen damals keine entsprechenden Beamten besaß und sie alle – der „Direktor“ beziehungsweise der Regierungspräsident sowie „Räthe“, „Assessoren“, „Expeditoren“ und  „Kanzlisten“ – aus anderen Städten kommen mussten. Das Regierungsgebäude sowie die Wohnung des Regierungspräsidenten musste die Stadt Reutlingen auf eigene Kosten vorbereiten, wobei „jeder unnötiger Aufwand zu vermeiden“ war. In Reutlingen fehlten gleichzeitig Wohnungen entsprechender Klasse, die zudem bezahlbar waren. Die Beamten klagten darüber, so dass die Stadt Reutlingen bereits 1819 aufgefordert werden musste, diese Mängel unverzüglich zu beseitigen – mit der Androhung, dass die „Regierung“ sonst in eine andere Stadt verlegt wird.

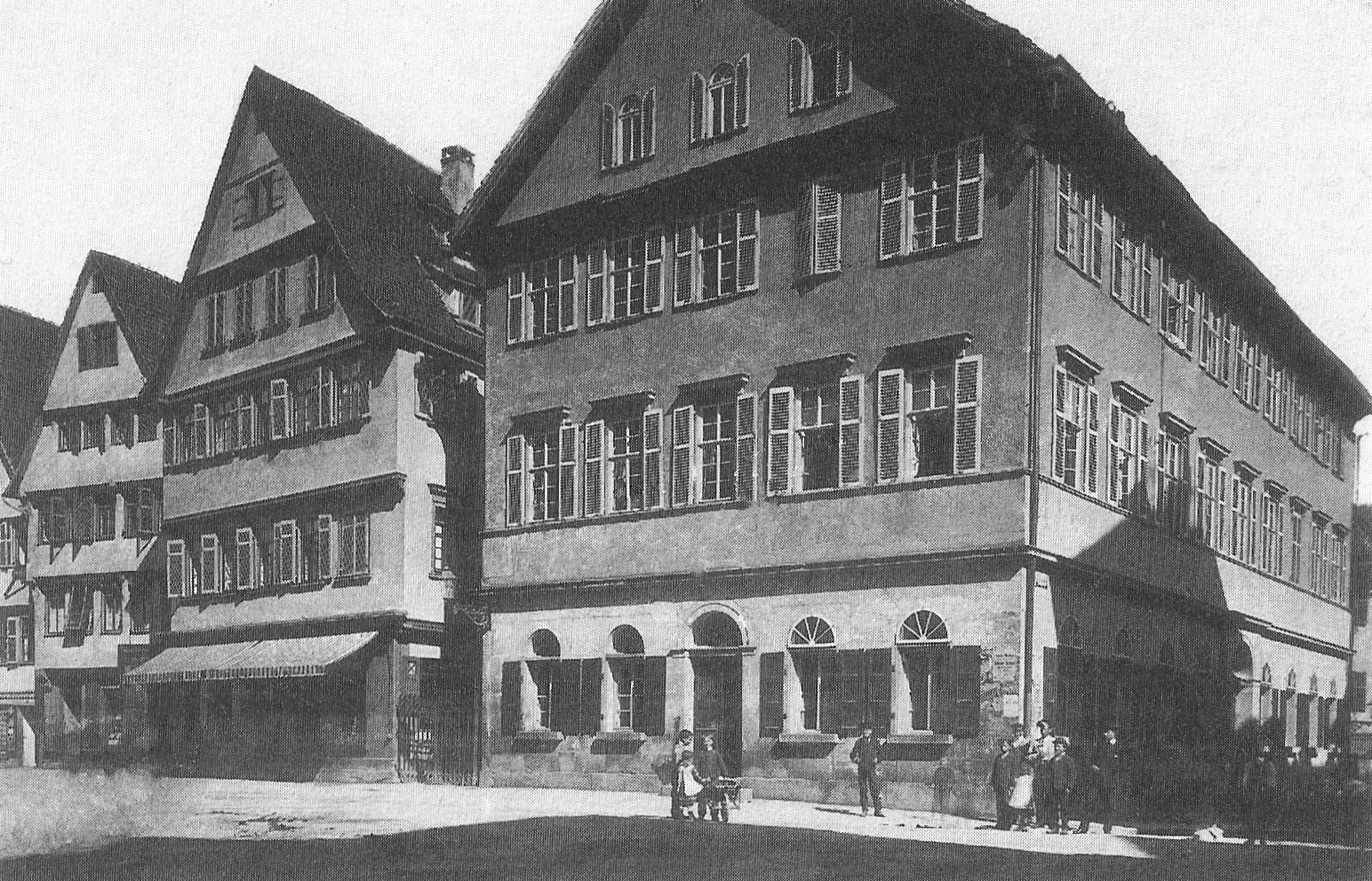
Gerichtshof für Schwarzwaldkreis, Foto von Paul Sinner

Da das ehemalige Klostergebäude mit der Zeit als Regierungssitz nicht mehr ausreichte, wurde ein neues Gebäude in der Bismarckstraße erbaut, fertiggestellt 1905, in dem sich heute das Landratsamt befindet.
Der Schwarzwaldkreis hatte auch ein eigenes Gericht. Es war ein Berufungsgericht, das die Urteile der Amtsgerichte überprüfte. Sein Sitz war Tübingen, das auf diese Weise einen gewissen Ersatz für das bis 1806 dort befindliche Hofgericht bekam. Provisorisch wurde der Gerichtshof im ehemaligen Gasthof „Adler“ an der Ecke des Holzmarktes und der Neuen Straße untergebracht, was allerdings auf Dauer unzumutbar war. Nach längeren Überlegungen baute die Stadt an der gleichen Stelle das Gerichtsgebäude (heutige Adresse Neue Straße 1) nach den Plänen des Kreisbaurates Christian Friedrich Roth, das 1830 fertiggestellt wurde. Ab 1875 befand sich in dem Gebäude das Offizierskasino, 1912 wurde es an privat verkauft und zu einem Handelshaus umgebaut.
Der Schwarzwaldkreis gliederte sich in folgende Oberämter, die in etwa heutigen Landkreisen entsprachen:
| Oberamt      | Autokennzeichen |
| ------------ | --------------- |
| Balingen     | III H           |
| Calw         | III H           |
| Freudenstadt | III H           |
| Herrenberg   | III H           |
| Horb         | III H           |
| Nagold       | III H           |
| Neuenbürg    | III K           |
| Nürtingen    | III K           |
| Oberndorf    | III K           |
| Reutlingen   | III K           |
| Rottenburg   | III K           |
| Rottweil     | III M           |
| Spaichingen  | III M           |
| Sulz         | III M           |
| Tübingen     | III M           |
| Tuttlingen   | III M           |
| Urach        | III M           |

## Direktoren
Die Regierung des Schwarzwaldkreises wurde von einem Regierungsdirektor geleitet. Der König konnte ihm den Ehrentitel Regierungspräsident verleihen.
- 1817–1835 Franz Josef Ignaz von Linden, Regierungspräsident
- 1835–1847 Anton Peter von Rummel, Regierungsdirektor
- 1847–1854 Carl Julius Wilhelm Ernst von Schumm, Regierungsdirektor
- 1854–1870 Ludwig August von Autenrieth, Regierungsdirektor
- 1870–1880 Ludwig von Schwandner, Regierungspräsident
- 1882–1896 Karl von Luz, Regierungspräsident
- 1896–1904 Karl von Bellino, Regierungspräsident
- 1904–1921 Friedrich von Hofmann, Regierungspräsident
- 1922–1924 Adolf von Nickel, Regierungspräsident

## Nachweise
1. 1 2  »Regierung« in der Achalmstadt. In: »Tübinger Wochenblatt« 25. Oktober 2018, S. 7.
2. ↑   Udo Rauch: Rund um den Holzmarkt. In: Udo Rauch (hrsg): Zwischen Ammer und Neckar. Das Tübinger Stadtbild im Wandel, Kulturamt Tübingen 1994, ISBN 3-910090-11-7, S. 125.